# Ludwig Ankenbrand
Ludwig Ankenbrand (Nürnberg, 1888. április 21. – Sindelfingen, 1971. március 6.) német író, újságíró.

## Élete
Középiskolai tanulmányait Stuttgartban végezte. Első munkáját 18 évesen jelentette meg Tierschutz und moderne Weltanschauung (1906) címen, a mű második és harmadik kiadásának címe Darwins Leben und Lehre (1907 és 1908) volt. Állatjogi aktivista, vegetáriánus volt, belépett az 1892-ben alapított Német Vegetáriánus Szövetségbe is, amely Eduard Baltzer (1814–1887) munkáin alapult. Kampányolt a természetvédelem mellett is. 1910-ben házasodott össze feleségével, Lisbeth Ankenbranddal, aki a lipcsei Gesundes Leben című folyóirat szerkesztője volt. Itt találkozott Gustav Gräserrel is. 1912 februárjában feleségével, sógornőjével Minna Symanzickkel, három másik vegetáriánus társával, valamint egy kutyával és egy szamárral Föld körüli útra indult Tauchából.  Ez a „kutatóút” a tudományos célok mellett a reformegyesületek, vegetáriánus szervezetek, az egyes országok állatvédelmi rendszerei, valamint a többnyire vegetáriánus ázsiai népek és vallások életmódjának tanulmányozását kívánta szolgálni (Buddhizmus, Dzsainizmus, stb.). A túra Ausztrián és Svájcon keresztül vezetett az Ascona melletti Monte Verità-ig, ahol meglátogatták Karl Gräsert, majd Olaszországban, Caprin találkoztak Karl Wilhelm Diefenbach festővel. Itt elvesztették két útitársukat, akik csatlakoztak a magányosan élő művészhez. Ezután Szicílián, Egyiptomon, Szírián és Palesztinán át Ceylonba mentek, ahol Ankenbrand hónapokon át egy buddhista kolostorban élt. 
1918-ban mint ellenséges idegeneket internálták feleségével együtt, egy Canberra melletti táborban kellett maradniuk az első világháború végéig, ezután a család visszatért Stuttgartba. A háború után Ankenbrand sajtóvezetőként tevékenykedett a Német Külügyi Intézetnél, valamint a Stuttgarter Illustrierte főszerkesztője is volt. 1945 után a stuttgarti városi levéltár munkatársa lett. 1947-ben Georg Krauskopf-fal együtt megalapította a Buddhistische Gemeinde csoportot, amely ragaszkodott a Théraváda hagyományokhoz, s buddhista szövegek tanulmányozásának szentelte magát. A csoport csatlakozott a Német Buddhista Unióhoz, de 1960-ban feloszlott. Ankenbrand 1945 és 1950 közt kiadta az ingyenes Licht und Weg című vallási folyóiratot is.

## Munkái

### Önálló művek
- Tierschutz und moderne Weltanschauung Handels-Druck, Bamberg, 1906
- Darwins Leben und Lehre. Kurz und allgemein verständlich dargestellt. Beißwanger, Nürnberg, 1907
- Was muß man von unseren Einheimischen Stubenvögeln wissen? Meißner, Hamburg, o. J. (1908)
- Ludwig Lang und Ludwig Ankenbrand: Buddha und Buddhismus. Franckh, Stuttgart, 1924
- Unserer Vöglein Luft und Leid. Vogelschutzgedichte. Berliner Tierschutz-Verein, Berlin um 1930
- Was muß man von den Ausländischen Stubenvögeln wissen? Ein Handbuch für Vogelfreunde. Meißner, Hamburg o. J (1931)
- Naturschutz und Naturschutz-Parke. Kupferschmid, München, 1940
- Freie Religion – Religiöse Freiheit. Freireligiöse Vorträge. Kulturaufbau, Stuttgart, 1948

### Szerkesztőként
- Wilhelm Geiger, Wolfgang Bonn, Ludwig Ankenbrand (szerk.): Zeitschrift für Buddhismus. Schloss, München, 1921

### Tanulmányai
- Deutsche Buddhisten auf Ceylon. megjelent: Die Loge. Eine Monatsschrift. 1914, H. 3 und 4.
- Vogelfütterung im Winter (= Flugblatt. Nr. 330). Deutscher Tierschutzwerbedienst, Berlin, 1915
- Nützliche Insekten und andere Kleintiere (= Flugblatt. Nr. 331). Deutscher Tierschutzwerbedienst, Berlin, 1915
- Nützliche, aber verkannte Nachttiere (= Flugblatt. Nr. 332). Deutscher Tierschutzwerbedienst, Berlin, 1915

## Fordítás
- Ez a szócikk részben vagy egészben  a   Ludwig Ankenbrand című német Wikipédia-szócikk ezen változatának fordításán alapul.  Az eredeti cikk szerkesztőit annak laptörténete sorolja fel. Ez a jelzés csupán a megfogalmazás eredetét és a szerzői jogokat jelzi, nem szolgál a cikkben szereplő információk forrásmegjelöléseként.